# Calotes
Calotes, es un género de iguanios de la familia Agamidae, contiene 23 especies. Algunas especies se conocen como lagartos del bosque, otros como chupasangre, debido a su cabeza de color rojo, y otros (es decir,  C . versicolor ) como lagartos de jardín. Están geográficamente restringidos al sur de Asia, Birmania, las regiones del sudeste de Asia, y una población introducida en Florida. La mayor diversidad del género se encuentra en el oeste y nordeste de India, Birmania, y Sri Lanka.
El género Calotes se distingue de otros relacionados por la uniformidad del tamaño de las escamas dorsales, y por los pliegues que se extienden entre la mejilla y el hombro. Además, cuentan con extremidades proporcionalmente más fuertes que los Pseudocalotes.
En comparación con el Bronchocela, los Calotes tienen una cola y extremidades proporcionalmente más cortas. Tal como lo conocemos hoy fueron clasificados por Moody (1980) antes todos los géneros arriba mencionados eran incluidos en este.
En la jerga de habla hispana: Fuerte o fornido.

## Especies
Se reconocen las 31 siguientes según The Reptile Database:
- Calotes aurantolabium Krishnan, 2008
- Calotes bachae Hartmann, Geissler, Poyarkov, Ihlow, Galoyan, Rödder & Böhme, 2013
- Calotes bhutanensis Biswas, 1975
- Calotes calotes (Linnaeus, 1758)
- Calotes ceylonensis Müller, 1887
- Calotes chincollium Vindum, 2003
- Calotes desilvai Bahir & Maduwage, 2005
- Calotes ellioti Günther, 1864
- Calotes emma Gray, 1845
- Calotes grandisquamis Günther, 1875
- Calotes htunwini Zug & Vindum, 2006
- Calotes irawadi Zug, Brown, Schulte & Vindum, 2006
- Calotes jerdoni Günther, 1870[2]
- Calotes iadina Wang, Deepak, Das, Grismer, Liu & Che, 2024[3]
- Calotes liocephalus Günther, 1872
- Calotes liolepis Boulenger, 1885
- Calotes manamendrai Amarasinghe & Karunarathna, 2014
- Calotes maria Gray, 1845
- Calotes medogensis Zhao & Li, 1984[2]
- Calotes minor (Hardwicke & Gray, 1827)
- Calotes mystaceus Duméril & Bibron, 1837
- Calotes nemoricola Jerdon, 1853
- Calotes nigrilabris Peters, 1860
- Calotes nigriplicatus Hallermann, 2000
- Calotes pethiyagodai Amarasinghe, Karunarathna & Hallermann, 2014
- Calotes rouxii Duméril & Bibron, 1837
- Calotes sinyik Patel, Thackeray, Sheth, Khandekar & Agarwal, 2024[4]
- Calotes versicolor (Daudin, 1802)
- Calotes wangi Huang, Li, Wang, Li, Hou & Cai, 2023[5]
  - C. w. hainanensi Huang, Li, Wang, Li, Hou & Cai, 2023[5]
  - C. w. wangi Huang, Li, Wang, Li, Hou & Cai, 2023[5]
- Calotes yunnanensis Annandale, 1905[3]
- Calotes zhaoermii Wang, Shu, Li, Guo & Che, 2025[6]